# Father Crowley Viewpoint
Le Father Crowley Viewpoint est un point de vue panoramique dans le comté d'Inyo, en Californie, dans le sud-ouest des États-Unis. Protégé au sein du parc national de la vallée de la Mort, il est situé le long de la California State Route 190 à 1 281 mètres d'altitude. La vue qu'il offre sur le canyon Rainbow – et plus loin la Panamint Valley – est appréciée par les amateurs d'avions de chasse, car les lieux sont souvent survolés par des appareils de l'armée américaine à l'entraînement.
Le point de vue est nommé en l'honneur d'un prêtre catholique actif dans la région pendant les années 1930, John J. Crowley, surnommé Desert Padre. On y trouve une plaque commémorative en son hommage. Elle a été inaugurée par les Death Valley '49ers le 7 novembre 1933.